# Tênis de mesa nos Jogos Olímpicos de Verão da Juventude de 2010
As competições de tênis de mesa nos Jogos Olímpicos de Verão da Juventude de 2010 foram disputadas entre 21 e 26 de agosto no Estádio Indoor, em Singapura.
Foram realizados três eventos, um individual de cada gênero e um por equipes mistas.

## Eventos
- Simples masculino
- Simples feminino
- Equipes mistas

## Calendário
| Agosto        | 14 | 15 | 16 | 17 | 18 | 19 | 20 | 21 | 22 | 23 | 24 | 25 | 26 |
| ------------- | -- | -- | -- | -- | -- | -- | -- | -- | -- | -- | -- | -- | -- |
| Tênis de mesa |    |    |    |    |    |    |    |    |    | 2  |    |    | 1  |

|  | Dia de competição |  | Dia de final |

## Qualificação
Um total de 64 mesa-tenistas se qualificaram para este evento, sendo 32 garotos e 32 garotas.

### Masculino
| Evento                                | Data                       | Local        | Qualificados                                                                    |
| ------------------------------------- | -------------------------- | ------------ | ------------------------------------------------------------------------------- |
| Torneio Cadete ITTF                   | 19–25 de outubro de 2009   | Tóquio       | CHN Yin Hang JPN Koki Niwa FRA Simon Gauzy SWE Hampus Soderlund                 |
| Torneio de qualificação africano      | 21–23 de novembro de 2009  | Cairo        | EGY Omar Bedair NGR Ojo Onaolapo                                                |
| Ranking Mundial Sub-15 ITTF           | 31 de dezembro de 2009     | –            | TPE Hung Tzu-Hsiang KOR Kim Dong-Hyun HKG Chiu Chung-Hei CZE Ondrej Bajger      |
| Torneio de qualificação pan-americano | 1–3 de fevereiro de 2010   | San Salvador | BRA Eric Jouti ECU Rodrigo Tapia ARG Pablo Saragovi                             |
| Evento específico ITTF                | 6–7 de fevereiro de 2010   | Manama       | BEL Emilien Vanrossomme                                                         |
| Evento específico ITTF                | 14–15 de fevereiro de 2010 | Cairo        | ITA Leonardo Mutti                                                              |
| Evento específico ITTF                | 23–24 de março de 2010     | Lignano      | HUN Tamas Lakatos                                                               |
| Torneio de qualificação da Oceania    | 1 de abril de 2010         | Auckland     | NZL Kevin Wu                                                                    |
| Torneio de qualificação asiático      | 2–4 de abril de 2010       | Bangkok      | PRK Kim Kwang-Song SRI Hasintha Arsa Marakkala IND Avik Das UZB Elmurod Holikov |
| Torneio de qualificação específico    | 10 de abril de 2010        | Auckland     | THA Tanapol Santiwattanatarm                                                    |
| Torneio de qualificação europeu       | 16–18 de abril de 2010     | Novara       | POL Konrad Kulpa CRO Luka Fucec AUT Stefan Leitgeb NED Koen Hageraats           |
| Torneio de qualificação específico    | 24–25 de abril de 2010     | Valência     | GER Florian Wagner                                                              |
| Representante do país-sede            | –                          | –            | SIN Clarence Chew                                                               |
| Vagas universais por CON              | –                          | –            | ESA Luis Mejia MAW Patrick Massah MRI Warren Li Kam Wa PAR Axel Gavilán         |
| TOTAL                                 |                            |              | 32                                                                              |

### Feminino
| Evento                                | Data                       | Local        | Qualificados                                                                            |
| ------------------------------------- | -------------------------- | ------------ | --------------------------------------------------------------------------------------- |
| Torneio Cadete ITTF                   | 19–25 de outubro de 2009   | Tóquio       | KOR Yang Ha-Eun JPN Ayuka Tanioka ROU Bernadette Szocz THA Suthasini Sawettabut         |
| Torneio de qualificação africano      | 21–23 de novembro de 2009  | Cairo        | EGY Dina Meshref ALG Islem Laid                                                         |
| Ranking Mundial Sub-15 ITTF           | 31 de dezembro de 2009     | –            | CHN Gu Yuting GER Petrissa Solja RUS Yana Noskova SIN Isabelle Siyun Li                 |
| Torneio de qualificação pan-americano | 1–3 de fevereiro de 2010   | San Salvador | USA Ariel Hsing BRA Caroline Kumahara PUR Carelyn Cordero                               |
| Evento específico ITTF                | 6–7 de fevereiro de 2010   | Manama       | NED Britt Eerland                                                                       |
| Evento específico ITTF                | 14–15 de fevereiro de 2010 | Cairo        | GBR Alice Loveridge                                                                     |
| Evento específico ITTF                | 23–24 de março de 2010     | Lignano      | FRA Celine Pang                                                                         |
| Torneio de qualificação da Oceania    | 1 de abril de 2010         | Auckland     | NZL Julia Wu                                                                            |
| Torneio de qualificação asiático      | 2–4 de abril de 2010       | Bangkok      | PRK Kim Song-I HKG Ng Ka Yee TPE Huang Hsin IND Mallika Bhandarkar                      |
| Torneio de qualificação específico    | 10 de abril de 2010        | Auckland     | AUS Lily Phan                                                                           |
| Torneio de qualificação europeu       | 16–18 de abril de 2010     | Novara       | CRO Mateja Jeger MDA Olga Bliznet SLO Alex Galic HUN Mercedes Nagyvaradi                |
| Torneio de qualificação específico    | 24–25 de abril de 2010     | Valência     | BLR Katsiaryna Baravok                                                                  |
| Vacante do país-sede (subst.)         | –                          | –            | POR Maria Xiao                                                                          |
| Vagas universais por CON              | –                          | –            | CGO Jolie Mafuta Ivoso SMR Letizia Giardi SRI Nuwani G. Vithanage GUY Adielle Rosheuvel |
| TOTAL                                 |                            |              | 32                                                                                      |

## Medalhistas
Feminino
| Evento           | Ouro                | Prata                           | Bronze                        |
| ---------------- | ------------------- | ------------------------------- | ----------------------------- |
| Simples detalhes | Gu Yuting CHN China | Isabelle Siyun Li SIN Singapura | Yang Ha-Eun KOR Coreia do Sul |

Masculino
| Evento           | Ouro                | Prata                            | Bronze                 |
| ---------------- | ------------------- | -------------------------------- | ---------------------- |
| Simples detalhes | Koki Niwa JPN Japão | Hung Tzu-Hsiang TPE Taipé Chinês | Simon Gauzy FRA França |

Misto
| Evento           | Ouro                              | Prata                                       | Bronze                                                     |
| ---------------- | --------------------------------- | ------------------------------------------- | ---------------------------------------------------------- |
| Equipes detalhes | Ayuka Tanioka Koki Niwa JPN Japão | Yang Ha-Eun Kim Dong-Hyun KOR Coreia do Sul | Gu Yuting (CHN) Adem Hman (TUN) IOC Equipes internacionais |

## Quadro de medalhas
| Ordem | País                       | Medalha de ouro | Medalha de prata | Medalha de bronze |   |
| ----- | -------------------------- | --------------- | ---------------- | ----------------- | - |
| 1     | JPN Japão                  | 2               |                  |                   | 2 |
| 2     | CHN China                  | 1               |                  |                   | 1 |
| 3     | KOR Coreia do Sul          |                 | 1                | 1                 | 2 |
| 4     | SIN Singapura              |                 | 1                |                   | 1 |
|       | TPE Taipé Chinês           |                 | 1                |                   | 1 |
| –     | IOC Equipes internacionais |                 |                  | 1                 | 1 |
| 6     | FRA França                 |                 |                  | 1                 | 1 |
| TOTAL | TOTAL                      | 3               | 3                | 3                 | 9 |